# Martin Haselböck
Martin Haselböck (ur. 23 listopada 1954 w Wiedniu) – austriacki organista i dyrygent.

## Życiorys
Syn Hansa Haselböcka. Studiował w Konserwatorium Wiedeńskim pod kierunkiem ojca, Michaela Radulescu i Antona Heillera oraz w Schola Cantorum de Paris u Jeana Langlais. W 1972 roku zdobył I nagrodę w międzynarodowym konkursie improwizatorskim w Wiedniu. Pełnił funkcję organisty w wiedeńskim kościele oo. augustianów i w dawnej kaplicy dworskiej. Występował jako solista z czołowymi światowymi orkiestrami, dokonał nagrania płytowego wszystkich utworów organowych Ferenca Liszta. W 1979 roku objął funkcję wykładowcy w Konserwatorium Wiedeńskim, a w 1986 roku Hochschule für Musik w Lubece. W 1985 roku założył zespół Wiener Akademie, specjalizujący się w wykonawstwie muzyki dawnej na instrumentach historycznych.
Odznaczony Krzyżem Honorowym za Naukę i Sztukę (1997) oraz Wielką Odznaką Honorową za Zasługi dla Republiki Austrii (2010).